# Banchus
Banchus är ett släkte av steklar som beskrevs av Fabricius 1798. Banchus ingår i familjen brokparasitsteklar.

## Bildgalleri

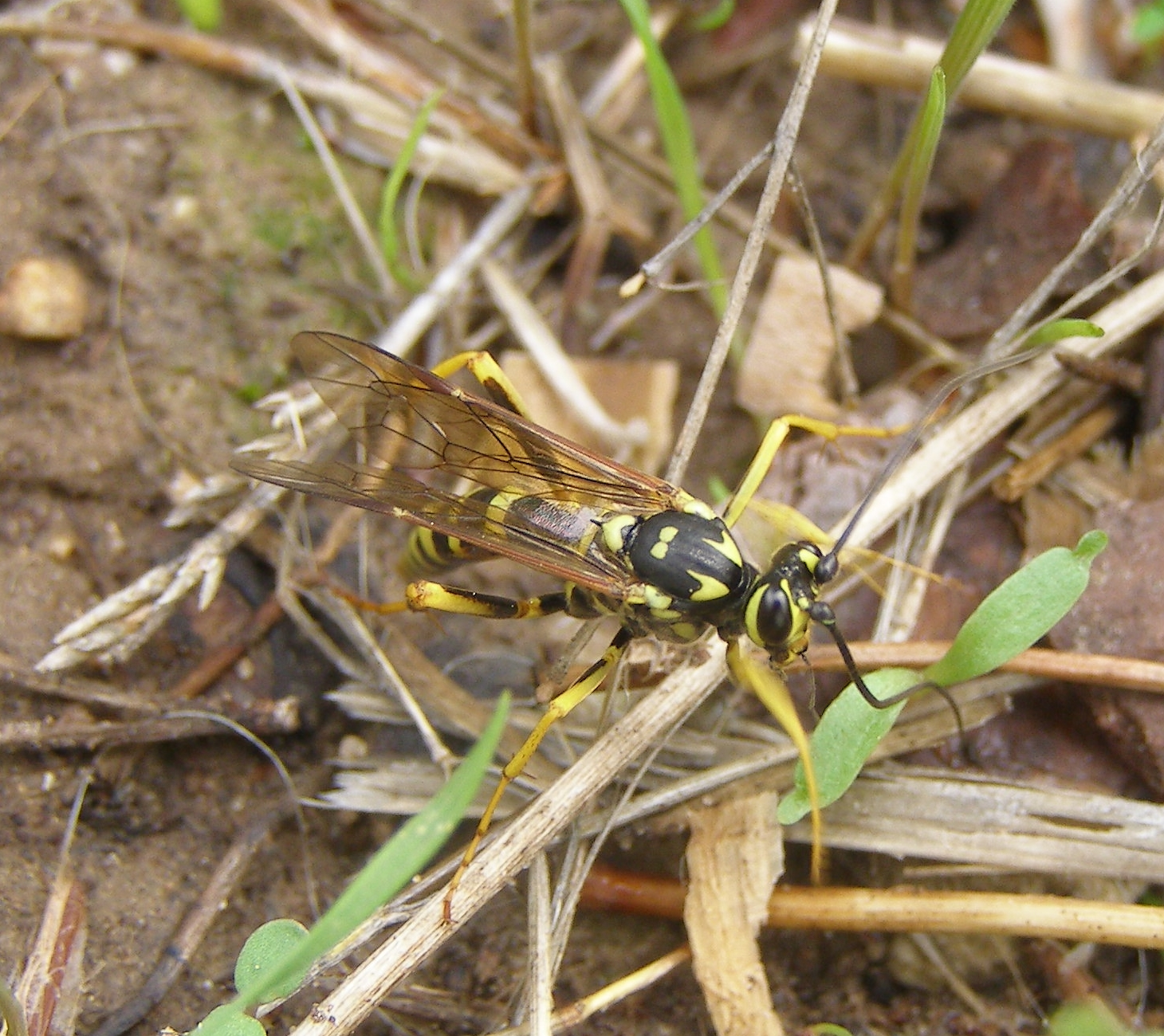

## Dottertaxa tillBanchus, i alfabetisk ordning[1][2]
- Banchus agathae
- Banchus altaiensis
- Banchus apenes
- Banchus canadensis
- Banchus ceratura
- Banchus cerinus
- Banchus ciliatus
- Banchus cinctus
- Banchus crefeldensis
- Banchus cressonii
- Banchus dilatatorius
- Banchus epactius
- Banchus falcatorius
- Banchus flavescens
- Banchus flavicauda
- Banchus flavomaculatus
- Banchus gilvus
- Banchus gudrunae
- Banchus hastator
- Banchus inermis
- Banchus insulanus
- Banchus japonicus
- Banchus leptoceras
- Banchus leptura
- Banchus mauricettae
- Banchus mexicanus
- Banchus minor
- Banchus moppiti
- Banchus nigroflavus
- Banchus nigrolineatus
- Banchus nox
- Banchus nubilus
- Banchus pallescens
- Banchus palpalis
- Banchus pictus
- Banchus polychromus
- Banchus poppiti
- Banchus punkettai
- Banchus robustus
- Banchus rufescens
- Banchus russiator
- Banchus sanjozanus
- Banchus superbus
- Banchus teres
- Banchus tholus
- Banchus tumidus
- Banchus turcator
- Banchus vittosus
- Banchus volutatorius
- Banchus zonatus